# سالیمو سولا
سالیمو سولا (انگلیسی: Salimo Sylla؛ زادهٔ ۲۵ ژانویهٔ ۱۹۹۴) بازیکن فوتبال اهل فرانسه است.
از باشگاه‌هایی که در آن بازی کرده‌است می‌توان به باشگاه فوتبال اوسر و باشگاه فوتبال تروا اشاره کرد.